# Handsworth (West Midlands)
Handsworth – dzielnica miasta Birmingham (Anglia), w jego północno-zachodniej części. W 2001 dzielnica liczyła 25912 mieszkańców.
Jedna z najstarszych części miasta. Zamieszkana w dużej mierze przez emigrantów z Indii, Pakistanu, Iraku oraz po wstąpieniu do Unii Europejskiej przez przybyszów z Polski i innych krajów Europy Wschodniej. W 1985 roku miały tam miejsce zamieszki na tle narodowościowym, w szczególności konflikt pomiędzy czarnoskórą społecznością a policją. Jedną z większych atrakcji jest Handsworth Park, gdzie hinduscy mieszkańcy miasta obchodzą swoje święta. Handsworth jest wspomniana w Domesday Book (1086) jako Honesworde.